# Lachesilla forcepeta
Lachesilla forcepeta är en insektsart som beskrevs av Chapman 1930. Lachesilla forcepeta ingår i släktet Lachesilla och familjen kviststövsländor. Inga underarter finns listade i Catalogue of Life.